# Кузовино (Тверская область)
Кузо́вино — деревня в Лихославльском районе Тверской области. Относится к Кавскому сельскому поселению. До 2006 года была центром Кузовинского сельского округа.
Расположена в 7 километрах к северу от районного центра города Лихославль.
Население по переписи 2002 года — 251 человек, 119 мужчин, 132 женщины.

## История
В 1859 году Кузовино — карельская деревня, 48 дворов, 299 жителей (владельческие, казённые и удельные крестьяне). В 1884 году деревня Кузовино Кавского прихода Кузовинской волости Новоторжского уезда, 64 двора, 345 жителей, 3 общины, школа грамотности. В 1876 году из д. Пиногощи в Кузовино перевезена деревянная Троицкая церковь. Промыслы: кузнецы, плотники, печники, прядильщики, возчики камня, разнорабочие, св. 20 крестьян заняты отхожими промыслами. В 1913 организована трикотажная артель (существовала до 1958 года и влилась в Лихославльскую трикотажную фабрику). В 1930 организован колхоз, построена школа-семилетка.
В 1997 году — 92 хозяйства, 237 жителей. Администрация сельского округа, центральная усадьба колхоза «Память Ильича», неполная средняя школа, детсад, ДК, библиотека, отделение связи, АТС, столовая, медпункт, магазин, комбинат бытового обслуживания.